# Bob Haye
Jan Bernard Marinus (Bob) Haye (Pekalongan, Midden-Java, 28 augustus 1922 - onbekend) was een Nederlands vliegenier en Engelandvaarder.

## Biografie
Bob (Dutchy) Haye werd vrijwilliger (volunteer reserve) bij de RAF en maakte 23 operationele vluchten in een totaal van 174 uren en 45 minuten. Hij werd bij Almelo neergeschoten. Daarna moest hij terug naar Engeland. Hij sloot zich aan bij een groep die op 25 juli 1943 met een bootje van het Haringvliet vertrok. Aan boord was nog een andere piloot, Alfred Hagan, en verder Doffie le Comte, Karel van Dam, Dick van Dam, Henk Elfrink, Huibert Herklots, Eddy Jonker, schipper Willem Koole en Daan Otten. Op 25 juli 1943 vertrok het gezelschap. Ze waren op alles voorbereid. De motor kwam uit een Engelse auto, er was een extra buitenboordmotor, ze hadden een drijfanker, een kompas, vier peddels speciaal van één stuk hout gemaakt, en proviand en water voor twee dagen. De reis viel niet tegen en eindigde op de Medway.
Na terugkeer bij zijn onderdeel werd hij benoemd tot reserve kapitein-vlieger (Flight Lieutenant). Hij moest piloten van de 57 Squadron testen of ze in goede conditie waren om te vliegen, ook mentaal, want er waren mannen bij die in shock waren na het bombarderen van hun eigen land.
Op 23 november 1945 trouwde hij met Elly Cornelia de Jong, ze had in het verzet gezeten. Op 30 augustus 1946 kregen ze een kind. Ze woonden op Majorca.
Hij is inmiddels overleden, maar waar en wanneer is onbekend.

## Onderscheiding
- Vliegerkruis op 21 oktober 1943[2]

## Externe bron
Het ontsnappingverhaal van Bob Haye is opgetekend in Shot Down and On the Run: The RCAF and Commonwealth Aircrews Who Got Home from Behind Enemy Lines, 1940-1945